# Manuel de Tezanos Pinto (político)
Manuel Joaquín de Tezanos Pinto (Los Tojos, España 15 de julio de 1760 - San Salvador de Jujuy, Argentina, 1837) fue un comerciante y funcionario español, radicado en Buenos Aires, Potosí y Jujuy, que se adhirió a la causa de la Independencia de la Argentina, realizando importantes aportes económicos a ella.

## Familia y primeros años
Manuel de Tezanos Pinto nació el 15 de julio de 1760 en la localidad de Los Tojos, valle de Cabuérniga, en la provincia española de Cantabria. Fue bautizado allí seis días más tarde, el 21 de julio de 1760, con los nombres de Manuel Joaquín, siendo sus padrinos Diego González de los Ríos y Gertrudis de Tezanos.
Fue hijo de Manuel de Tezanos Rubín de los Ríos, nacido y bautizado en Colsa, y de Juana Pinto de los Ríos, nacida y bautizada en Los Tojos. Sus cuatro abuelos fueron vecinos de la villa de Los Tojos, donde figuran empadronados como hidalgos del estado noble en el Catastro del Marqués de la Ensenada.
Al tratar a la familia Tezanos en la Enciclopedia heráldica y genealógica hispano-americana se afirma que los de esta familia tuvieron en las Montañas de Burgos su rancio solar de muy viejos y notorios hidalgos, y que llevan por escudo un cuartelado: 1° y 4°, de oro con un águila de gules explayada, y 2° y 3°, de azur, con una torre o castillo de plata sobre una peña verde.
Por parte de su madre Manuel de Tezanos Pinto pertenecía a la familia Pinto, cuyas distintas ramas se radicaron en Sudamérica, encontrándose entre sus descendientes los presidentes chilenos Francisco Antonio y Aníbal Pinto, el gobernador Manuel Guillermo Pinto, etcétera.

## Radicación en Buenos Aires
Cuando contaba con diecisiete años Manuel de Tezanos Pinto fue llamado por su tío Joaquín Pinto de los Ríos, hermano de su madre, quien luego de radicarse en Cádiz donde se entrenó en el oficio mercantil se avecindó hacia 1760 en Buenos Aires, donde ejerció el comercio y logro consolidar una posición socioeconómica elevada.
Por no contar con hijos varones en edad de aprender de su oficio, ya que el primero había nacido recién en 1774, Joaquín Pinto recibió en su hogar familiar a su sobrino, arribado en 1777 a Buenos Aires, donde residió por cinco años. Allí figura en el Padrón de 1778 realizado por orden del virrey Vértiz como Manuel de Tezanos, español soltero, de 18 años, dependiente en casa de Dn. Joaquín Pintos.
Gracias a su condición noble y contar con una ejecutoria de hidalguía, a su relativa ilustración, y a contar con redes migratorias familiares ya armadas, en poco tiempo Manuel de Tezanos Pinto logró formarse en el oficio mercantil de forma suficiente para poder ejercer el comercio de manera independiente.

## Comerciante en Potosí
Con ya veintidós años de edad y cinco años de experiencia en el comercio del puerto de Buenos Aires, Manuel de Tezanos Pinto es enviado por su tío Joaquín Pinto de los Ríos a la ciudad de Potosí en el Alto Perú, para representarlo como encargado de sus negocios en esa región.

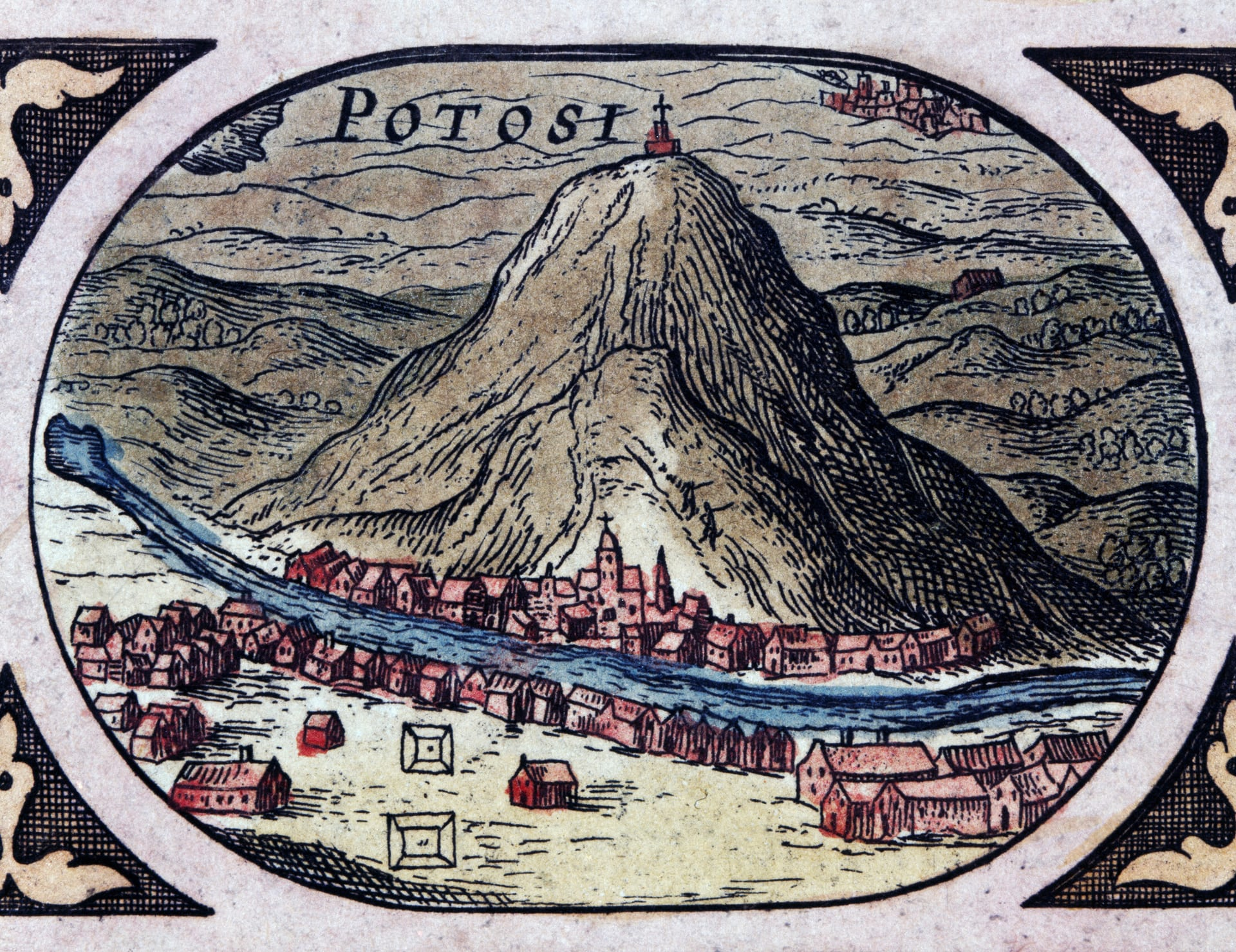
Ilustración de la Villa Imperial de Potosí.

Por el espacio de diez años Tezanos Pinto, representando a su tío pero también de forma particular, recibía efectos de Castilla desde Buenos Aires para vender en Potosí, Chuquisaca, Oruro y Cochabamba. También se dedicó a la venta de yerba mate y de sebo, y a la intermediación en la compraventa de esclavos en Potosí. El prestigio alcanzado por Manuel de Tezanos Pinto le valió ser elegido en 1790 por parte de los comerciantes potosinos para conducir el "situado del comercio" de la ciudad.
Allí entablaría vínculos mercantiles y de amistad con otros españoles montañeses establecidos en la zona de los Andes, entre quienes se encontraban José de Alvarado, Manuel Domingo Sánchez de Bustamante, Félix Ventura de Echavarría, y Ángel Antonio de la Bárcena, todos ellos radicados en San Salvador de Jujuy, pero con negocios en Potosí. Efectivamente, Tezanos Pinto vendía en Potosí los esclavos que le enviaban Bárcena y Santibáñez, compraba yerba mate y sebo de Tucumán junto a Echavarría, y se vinculaba a través del comercio de mulas con Alvarado y Sánchez de Bustamante.

## Actuación en Jujuy

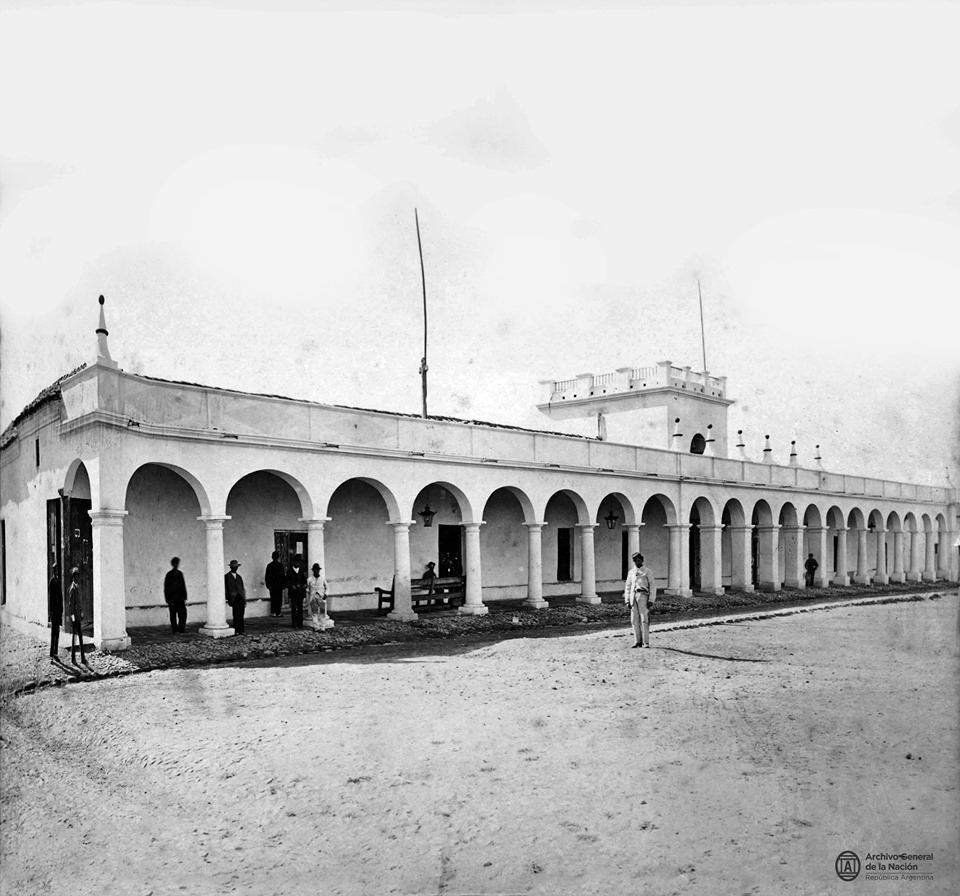
El Cabildo de Jujuy en 1910

Las redes de paisanaje entre comerciantes originarios de las montañas de Burgos radicados en el actual Noroeste Argentino se veían fortalecidas a través de alianzas matrimoniales y vínculos por padrinazgo. Es así que en 1794 Manuel de Tezanos Pinto arregla su casamiento con Josefa Sánchez de Bustamante, segunda hija de su socio comercial Domingo Sánchez de Bustamante. El contrayente solicitó que el matrimonio se celebre ocultamente, ya que su tío Joaquín Pinto de los Ríos tenía la intención de que Tezanos Pinto despose a una de sus hijas, y así conservar el patrimonio y el apellido por varonía en la familia.
Casado con una dama jujeña, y a través de su mujer integrante del poderoso clan Sánchez de Bustamante de Jujuy, Manuel de Tezanos Pinto se radicó definitivamente en San Salvador, aunque continuó manteniendo intereses comerciales en su dos destinos anteriores: su principal actividad consistía en comprar mercancías europeas en Buenos Aires, venderlas en su tienda en Jujuy, y distribuirlas a otros comerciantes en Potosí, al tiempo que adquiría "efectos de la tierra" en el Alto Perú, especialmente tocuyos de Cochabamba, para colocar en Buenos Aires.  Sin embargo, la actuación de Tezanos Pinto en Jujuy no se limitaría al ámbito mercantil. En 1805 actuó como Regidor suplente, y fue elegido por el Cabildo jujeño para desempeñar el cargo público de Alcalde de Primer Voto en el año 1806.
A medida que Manuel de Tezanos Pinto consolidaba su posición social y económica su área de influencia se iba expandiendo. Es por eso que en el año 1804 fue elegido como representante del sector mercantil de Jujuy ante el Consulado de Buenos Aires. Realizó el juramento para ostentar nuevamente dicha función el 20 de julio de 1808 y el 12 de mayo de 1810. Asimismo, en 1807 formó parte de las treinta personas pudientes a las que el Cabildo de Jujuy les solicitó dinero para el auxilio de Buenos Aires durante la Primera Invasión Inglesa.

### Apoyo a la causa independentista

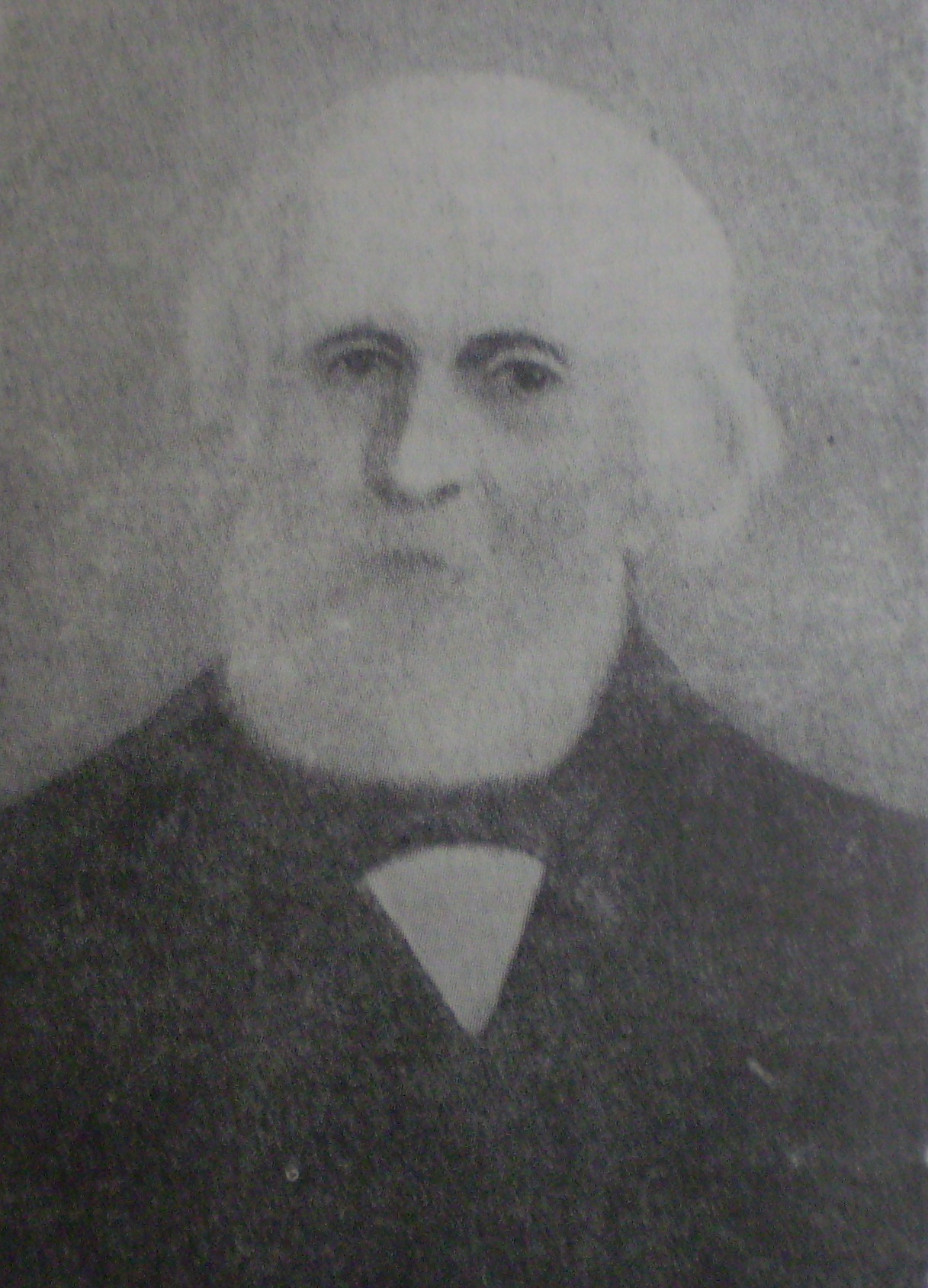
Teodoro Sánchez de Bustamante, cuñado de Manuel de Tezanos Pinto y congresal de Tucumán

Acaecida la Revolución de Mayo en Buenos Aires y expandidos sus efectos a todo el territorio del Virreinato del Río de la Plata, Manuel de Tezanos Pinto se convirtió en un decidido partidario de la independencia argentina, tanto a nivel individual como familiar. En lo personal, fue uno de los pocos principales vecinos de San Salvador de Jujuy en enviar donativos a la Primera Junta de Gobierno en Buenos Aires el 4 de septiembre de 1810, aportando cuatro pesos a la causa de los revolucionarios. Posteriormente contribuyó voluntariamente en el empréstito destinado al auxilio del Ejército del Alto Perú y aportó, en su carácter de comerciante europeo, la cantidad de 300 pesos al teniente gobernador Francisco del Pino.
En cuanto al aspecto familiar, la red de parentesco a la que Tezanos Pinto pertenecía también apoyó de forma contundente el proyecto de emancipación del Imperio Español. El hecho más ilustrativo de esta alineación fue la participación de Teodoro Sánchez de Bustamante, cuñado y socio comercial de Manuel de Tezanos Pinto, como diputado por Jujuy en el Congreso de Tucumán, su presidente en junio de 1816, y quien aportó el tintero con el que los congresales firmaron la Declaración de Independencia.

### Tezanos Pinto y Compañía
En 1825 Manuel de Tezanos Pinto regresó a Potosí, esta vez acompañado de su hijo José Martín de Tezanos Pinto, a quien instaló en esa ciudad al frente de una casa comercial. Con los conocimientos y contactos que pudo transmitirle a su hijo, al poco tiempo pudo confiarle sus negocios de forma independiente. Al mismo tiempo instaló a su sobrino y yerno Pedro José del Portal en la ciudad de Sucre, también en Bolivia.
En la década de 1830' la casa comercial familiar, llamada "Tezanos Pinto y Cía.", ya se encontraba consolida, gracias a la estratégica distribución que había dispuesto Manuel de Tezanos Pinto de sus hijos y yernos por la región surandina: sus hijos José Martín en Potosí, Jorge en Sucre, y Manuel en Cobija y Valparaíso, y sus yernos Miguel Aráoz en Salta, Pedro Portal en La Paz, y Juan Manuel Sánchez de Bustamante en San Salvador de Jujuy.
Los puertos de Cobija, Bolivia, y de Valparaíso, Chile, eran el lugar de recepción de mercancías europeas que eran vendidas en el interior de Bolivia y en el noroeste argentino. Las fronteras de los tres países se desdibujaban frente a un entramado comercial que unía a sus ciudades más allá de las fronteras. La Guerra de Tarija entre 1837 y 1839, así como la muerte de Manuel de Tezanos Pinto, patriarca de la familia, marcaron el inicio del fin de la importante red mercantil andina que los Tezanos Pinto y las familias a ellos relacionadas habían conformado.

## Fallecimiento y sucesión
Manuel de Tezanos Pinto otorgó un poder para testar a su hijo Manuel de Tezanos Pinto, de profesión abogado, el 10 de octubre de 1821 en San Salvador de Jujuy. El año siguiente, en fecha 10 de marzo de 1822, dictó una instrucción testamentaria a sus albaceas en la misma ciudad. Por su parte su mujer Josefa Sánchez de Bustamante de Tezanos Pinto le otorgó un poder para testar en Salta el 8 de diciembre de 1836 ante el escribano Francisco Pinto.
El 20 de enero de 1837 en San Salvador de Jujuy Manuel de Tezanos Pinto, gravemente enfermo, sustituyó el poder que le había otorgado su mujer por uno conferido a su hijo Serapio, para que en su nombre dictara sus últimas voluntades. Tezanos Pinto, de casi ochenta años y padeciendo los achaques de la vejez y la enfermedad, murió poco tiempo después.

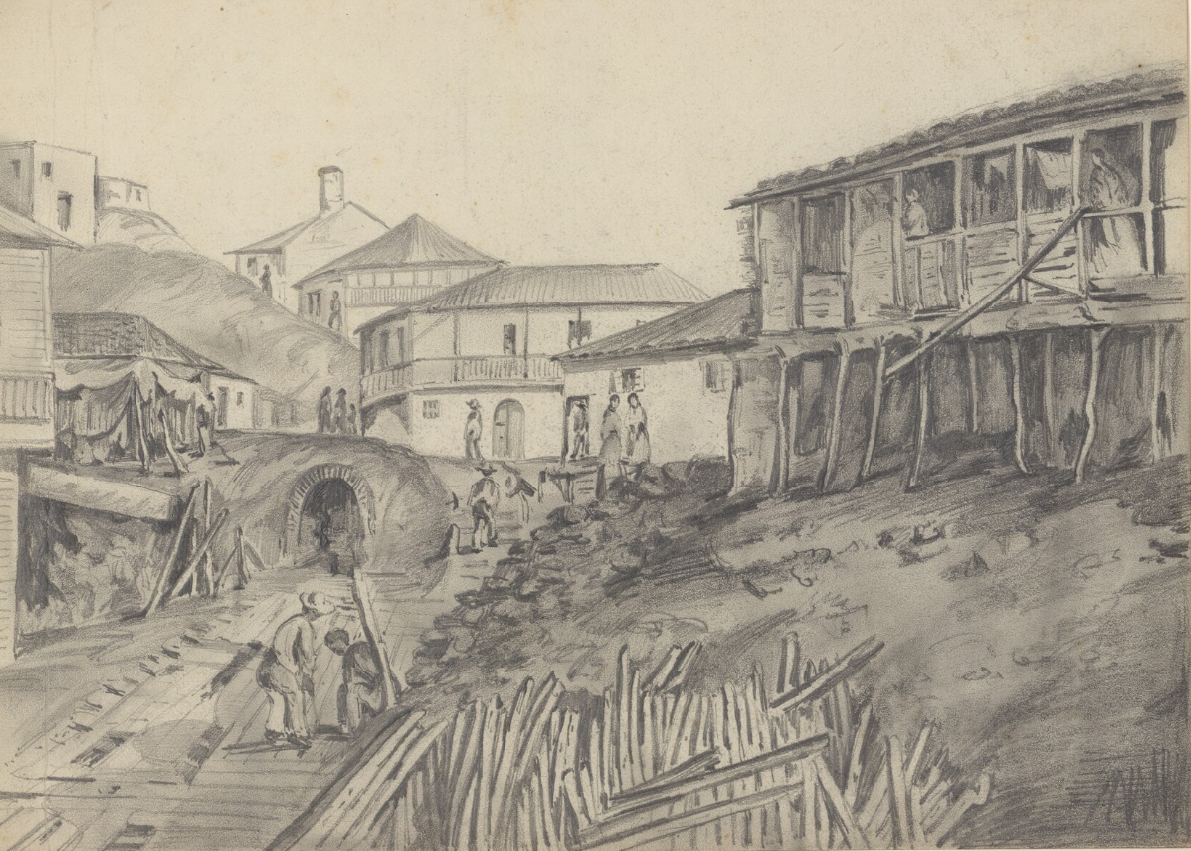
La ciudad de Valparaíso en 1848

Su hijo homónimo el Dr. Manuel de Tezanos Pinto fue su primer albacea testamentario, y desde la ciudad de Valparaíso donde residía ordenó un inventario y tasación de sus bienes, que efectuaron sus hermanos Serapio y José Martín de Tezanos Pinto el 14 de mayo de 1838 en Jujuy. El patrimonio del causante ascendía a la importante suma de $32.212,1. El historiador Diego Herrera Vegas afirma que en un acto que mucho lo honra, Don Manuel, que era acreedor de la sucesión de sus padres en una importante suma, donó la misma a sus hermanos en partes iguales por documento que firmara en Valparaíso el 02.01.1839.

La división de los bienes de los fallecidos Manuel de Tezanos Pinto y Josefa Sánchez de Bustamante es concluida por su hijo Manuel con el siguiente párrafo, en un documento que conservó su descendiente Federico Eijo de Tezanos Pinto:
Y último. Que deseando dar a todos mis hermanos una prueba de la estimación que tengo por todos, sin predilección alguna, les cedo y dono en toda propiedad para sí y sus sucesores, para que disfruten por iguales partes, tanto lo que me debe la Testamentaria de mis finados Padres por las razones que he expresado, como la parte que me corresponde de los bienes inventariados y sujetos hoy a División, como uno de sus legítimos herederos: en cuyo concepto procedo a la división entre los ocho hermanos restantes, partiendo del inventario y tasación que con mi autorización han hecho mis hermanos Don Martín y Don Serapio de Tezanos Pinto el 14 de Mayo de 1838, conformándome también con las disposiciones consagradas en el Testamento citado. Queda concluida la presente División, en Valparaíso a 2 de Enero de 1839.

Dr. Manuel de Tezanos Pinto (hijo), 2 de enero de 1839, Valparaíso

## Matrimonio y descendencia

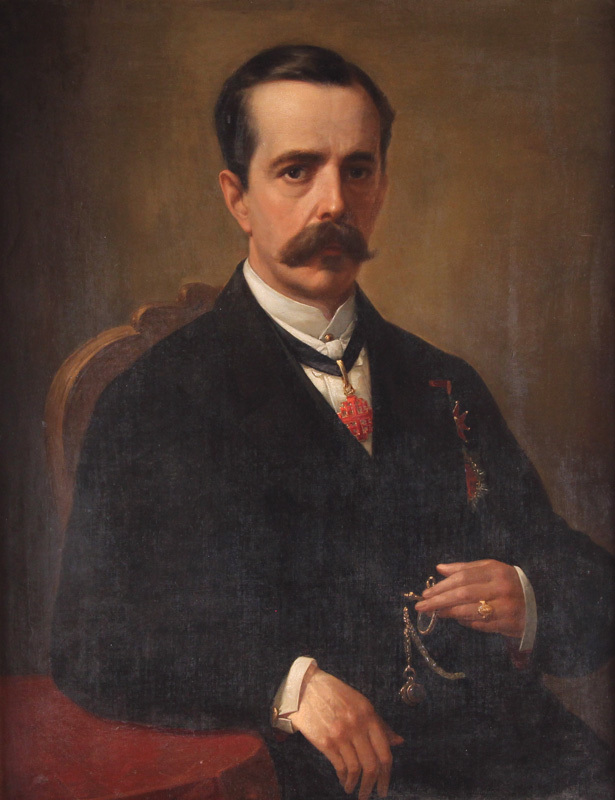
Jorge de Tezanos Pinto, hijo de Manuel de Tezanos Pinto

Manuel de Tezanos Pinto contrajo matrimonio el 18 de enero de 1795 en la Catedral de San Salvador de Jujuy, siendo testigos José Alvarado y Félix de Echavarría, socios comerciales del novio y cuñados de la novia, y estando presentes en representación de la familia de Tezanos Pinto los tojorinos Sebastián Balbás y Micaela Fernández, con Josefa Martina Sánchez de Bustamante González de Araujo.
El matrimonio se realizó de forma oculta por solicitud de Manuel de Tezanos Pinto, quien quiso evitar la publicidad del sacramento, en sus palabras, por gravísimos motivos e inconvenientes que de celebrarse en esta forma se me originan como es principalmente el de hallarme ligado con la confianza de crecidos intereses ajenos que administro, que me destruirá con grave perjuicio sin más causa que hacer pública esta determinación y al mismo tiempo el beneficio que establezco la subsistencia de ella. Su tío Joaquín Pinto de los Ríos, comerciante en Buenos Aires, tenía la intención de que Manuel desposara a una de sus hijas, para conservar unidos el patrimonio y apellido familiares, temiendo su sobrino que el conocimiento del matrimonio no aprobado por él tuviera como consecuencia el fin del vínculo mercantil entre ambos.
La novia había sido bautizada el 12 de enero de 1768 en San Salvador de Jujuy, siendo hija de Manuel Domingo Sánchez de Bustamante, cántabro de familia noble radicado en Jujuy, donde fue comerciante, funcionario y militar, y de María Tomasa González de Araujo Ortiz de Zárate, jujeña, que habían casado el 16 de mayo de 1758 en San Salvador de Jujuy. María Tomasa era a su vez descendiente de los primeros pobladores españoles de Jujuy y de la Gobernación del Tucumán en general, contándose entre sus antepasados el beato Pedro Ortiz de Zárate, el conquistador Francisco de Argañaraz y Murguía, el gobernador Juan Ramírez de Velasco, el poeta Luis José de Tejeda Guzmán, etcétera.

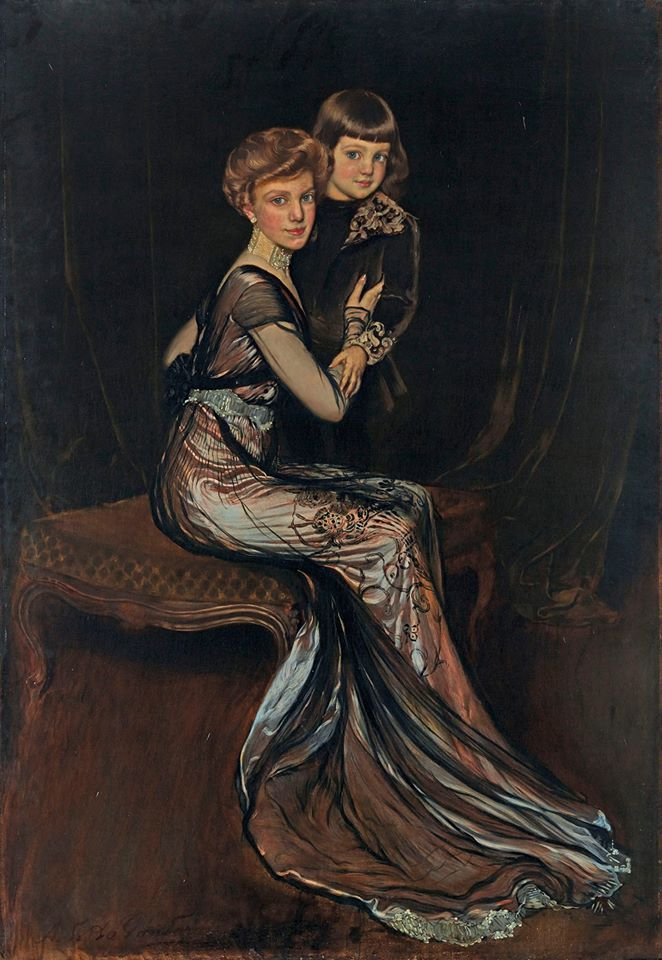
Leonor Uriburu Tezanos Pinto y su hijo Emilio Anchorena, descendientes de Manuel de Tezanos Pinto

### Descendientes
Manuel Joaquín de Tezanos Pinto y Josefa Martina Sánchez de Bustamante fueron padres de [por lo menos catorce hijos, nacidos y bautizados en San Salvador de Jujuy:
1. María Florencia de Tezanos Pinto, casada con Miguel de Aráoz Villagra, militar realista tucumano, con sucesión.
2. Manuel de Tezanos Pinto, abogado, diputado y firmante de la Constitución argentina de 1826, radicado en Quillota y casado con Carolina Grimwood Allende, con sucesión.
3. María Tomasa de Tezanos Pinto, casada con su primo hermano el coronel José Benito Sánchez de Bustamante, militar, diputado y juez jujeño, con sucesión.
4. Mariano Rafael de Tezanos Pinto.
5. José Mariano de Tezanos Pinto, fallecido en la niñez.
6. José Martín de Tezanos Pinto, comerciante en Jujuy y Potosí, casado con la salteña Jacoba Beeche Esteves, con sucesión.
7. Jacinta de Tezanos Pinto, casada con su primo hermano Pedro José del Portal Sánchez de Bustamante, gobernador de Jujuy y senador nacional por esa provincia, con sucesión.
8. Joaquín de Tezanos Pinto, fallecido en la niñez.
9. Joaquina de Tezanos Pinto, casada en primeras nupcias con su primo hermano Marcelino Sánchez de Bustamante Sánchez Teybo, sin sucesión, y en segundas con Santiago Villalain Lagos, con descendencia.
10. Ana Vicenta de Tezanos Pinto, casada con su primo hermano Manuel Sánchez de Bustamante Sánchez Teybo, comerciante jujeño, con sucesión.
11. Serapio de Tezanos Pinto, constituyente en 1856 y 1866, ministro de gobierno y gobernador interino de Jujuy, casado con Luisa Eguía Iturbe, con sucesión.
12. Jorge de Tezanos Pinto, general del Ejército Boliviano, cónsul argentino y embajador salvadoreño ante Perú, caballero del Santo Sepulcro, casado con la peruana Leonor Segovia del Rivero, con sucesión.
13. Daniel de Tezanos Pinto.
14. Miguel de Tezanos Pinto.

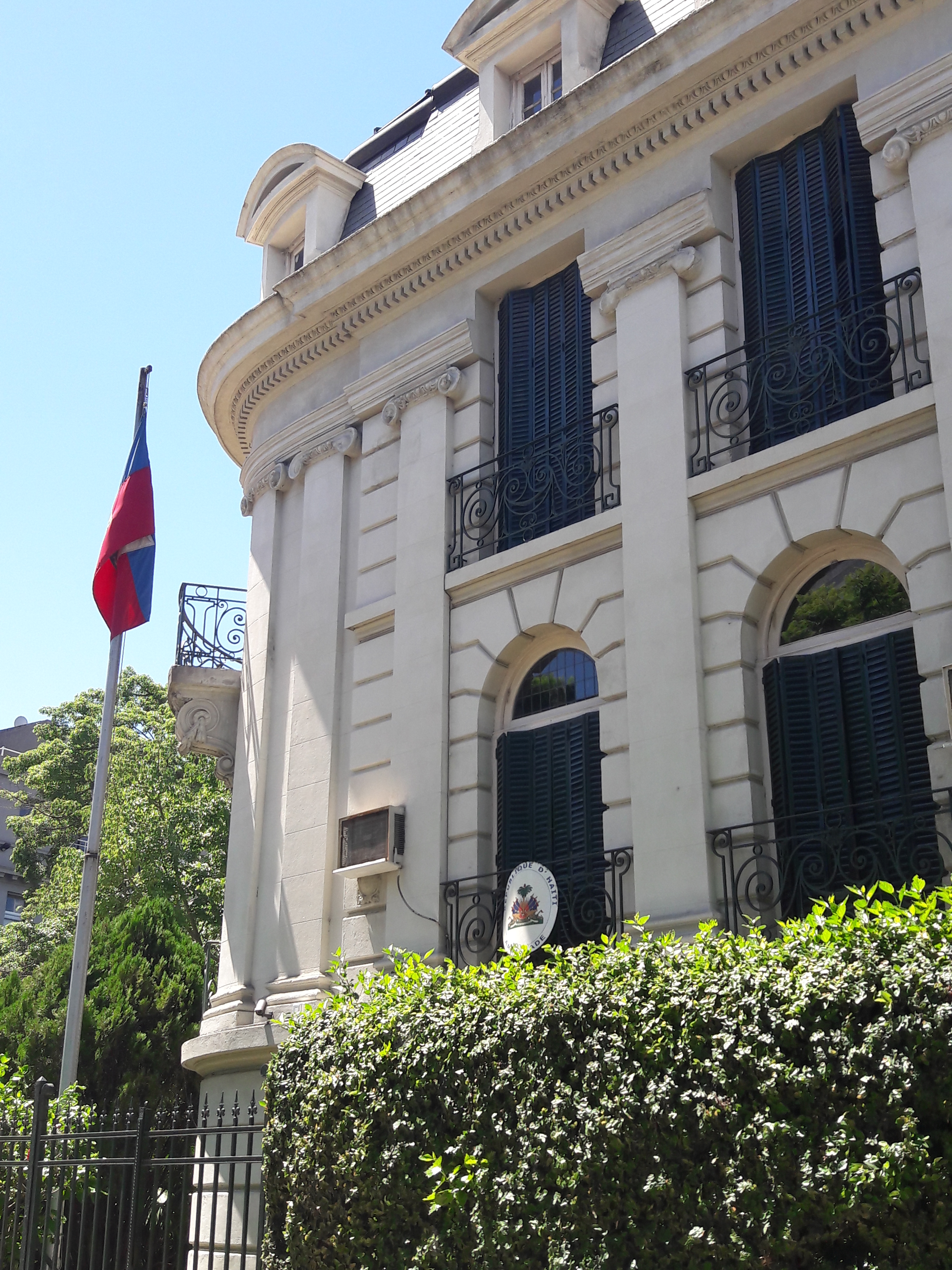
Palacio Tezanos Pinto de Buenos Aires

Los hijos y nietos de Manuel de Tezanos Pinto alcanzaron las principales posiciones de poder político, social y económico de la provincia de Jujuy durante el siglo XIX. Es así que las familias Tezanos Pinto, Sánchez de Bustamante, Alvarado, Portal, Quintana, Aráoz y Belaunde fueron conocidos allí como "los conspicuos", o incluso como "los Césares de Jujuy".
Siguiendo los patrones familiares de migración por motivos comerciales o por ejercer la función diplomática, sus descendientes se radicaron en las provincias de Buenos Aires, Córdoba, Salta, Tucumán, etcétera, y en países como Chile, Bolivia, Perú, Venezuela y España. Entre ellos se destacan David de Tezanos Pinto, César de Tezanos Pinto, Martín Torino de Tezanos Pinto, Daniel Aráoz de Tezanos Pinto, José Evaristo Uriburu Tezanos Pinto, Daniel Ovejero de Tezanos Pinto, Carlos Gómez Álzaga, Arturo Gutiérrez de Tezanos Pinto, Ricardo de Tezanos Pinto, Manuel de Tezanos-Pinto, Jorge Olavarría de Tezanos Pinto, Cayetana Álvarez de Toledo, XIII marquesa de Casa Fuerte, Manuel Falcó Anchorena, VI duque de Fernán Núñez, etcétera.

## Homonimia

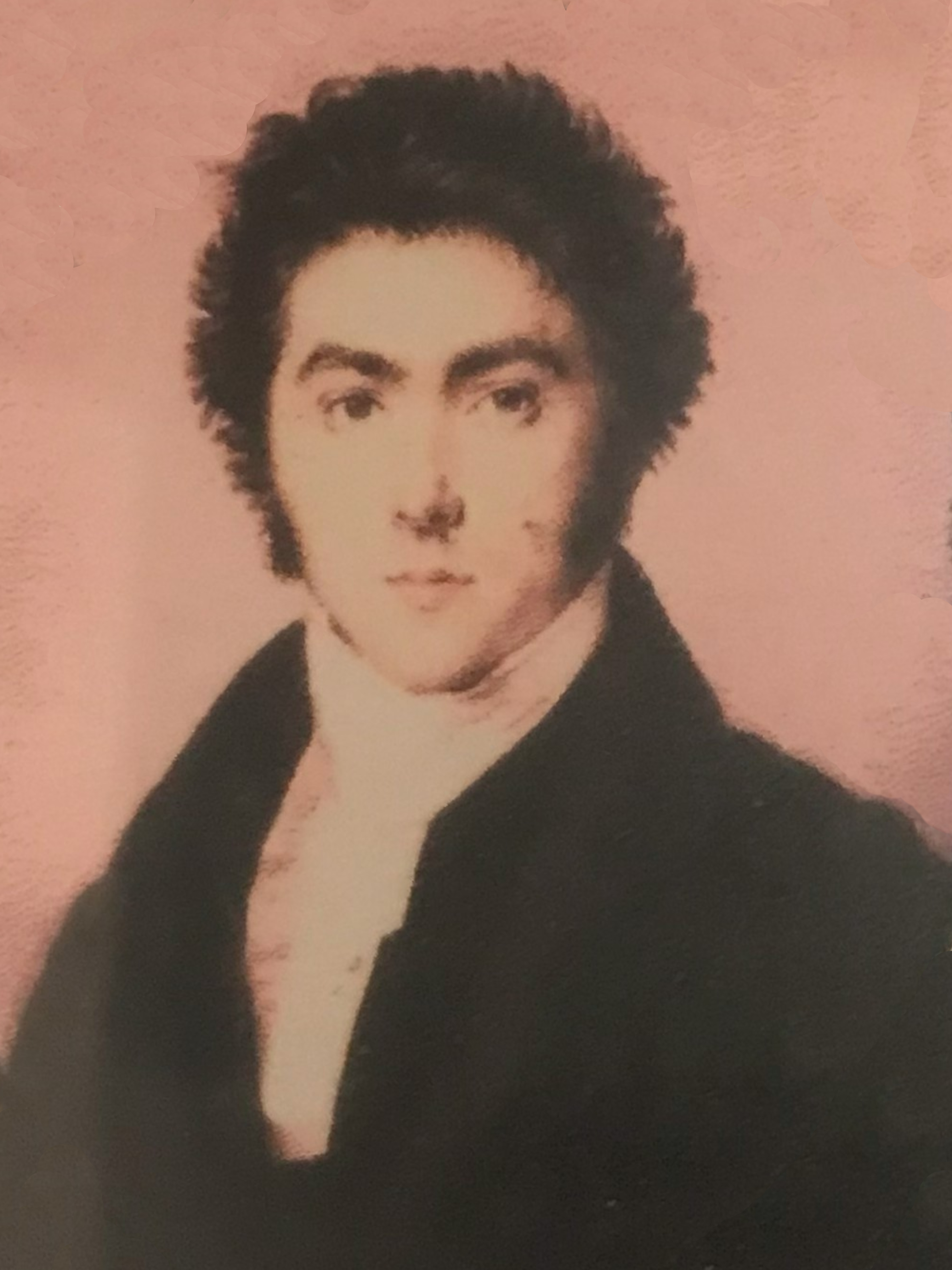
José Manuel, hijo de Manuel Joaquín de Tezanos Pinto

El hecho de haber sido conocidos ambos Manuel Joaquín de Tezanos Pinto y su hijo José Manuel de Tezanos Pinto como "Manuel de Tezanos Pinto", y haber actuado en los mismos años en Buenos Aires y en Jujuy, llevó a varios autores a confundir la actuación de uno y otro, describiendo los datos biográficos de los dos como si se tratara de una sola persona.
No obstante ello, los registros históricos donde figuran cada uno de ellos permiten distinguir claramente su actuación. Manuel Joaquín de Tezanos Pinto es quien ejerce el comercio en Buenos Aires y Potosí a fines del siglo XVIII y en Jujuy las primeras cuatro décadas del siglo XIX, donde ostenta cargos públicos entre 1805 y 1810, y donde otorga su testamento y muere. Su hijo José Manuel de Tezanos Pinto es el abogado que ocupa la función pública desde 1816, participa de la sanción de la Constitución Argentina de 1826, siendo el más joven entre todos los legisladores, lo que descarta que se trate de su padre entonces mayor, y se radica en Quillota luego de la disolución de la Liga Unitaria, falleciendo en el puerto de Valparaíso.

## Ancestros
| \| \| \| \| \| \| \| \| \| \| \| \| \| \| \| \| \| \| \| \| 8. Manuel de Tezanos Rubín \| \| \| \| \| \| \| \| \| \| \| \| \| \| \| \| \| \| \| \| \| \| \| \| \| \| \| \| \| \| \| \| \| \| \| \| \| \| \| \| \| \| \| \| \| \| \| \| \| \| \| \| \| \| 4. Manuel de Tezanos Rubín Tezanos \| \| \| \| \| \| \| \| \| \| \| \| \| \| \| \| \| \| \| \| \| \| \| \| \| \| \| \| \| \| \| \| \| \| \| \| \| \| \| \| \| \| \| \| \| \| \| \| \| \| \| \| \| \| 9. Manuela de Tezanos \| \| \| \| \| \| \| \| \| \| \| \| \| \| \| \| \| \| \| \| \| \| \| \| \| \| \| \| \| \| \| \| \| \| \| \| \| \| \| \| \| \| \| \| \| \| \| \| \| \| \| \| \| \| 2. Manuel de Tezanos Rubín y de los Ríos \| \| \| \| \| \| \| \| \| \| \| \| \| \| \| \| \| \| \| \| \| \| \| \| \| \| \| \| \| \| \| \| \| \| \| \| \| \| \| \| \| \| \| \| \| \| \| \| \| \| \| \| \| \| 10. Juan de los Ríos \| \| \| \| \| \| \| \| \| \| \| \| \| \| \| \| \| \| \| \| \| \| \| \| \| \| \| \| \| \| \| \| \| \| \| \| \| \| \| \| \| \| \| \| \| \| \| \| \| \| \| \| \| \| 5. Manuela de los Ríos Rebollo \| \| \| \| \| \| \| \| \| \| \| \| \| \| \| \| \| \| \| \| \| \| \| \| \| \| \| \| \| \| \| \| \| \| \| \| \| \| \| \| \| \| \| \| \| \| \| \| \| \| \| \| \| \| 11. María Rebollo \| \| \| \| \| \| \| \| \| \| \| \| \| \| \| \| \| \| \| \| \| \| \| \| \| \| \| \| \| \| \| \| \| \| \| \| \| \| \| \| \| \| \| \| \| \| \| \| \| \| \| \| \| \| 1. Manuel Joaquín de Tezanos Pinto \| \| \| \| \| \| \| \| \| \| \| \| \| \| \| \| \| \| \| \| \| \| \| \| \| \| \| \| \| \| \| \| \| \| \| \| \| \| \| \| \| \| \| \| \| \| \| \| \| \| \| \| \| \| 12. Juan Pinto \| \| \| \| \| \| \| \| \| \| \| \| \| \| \| \| \| \| \| \| \| \| \| \| \| \| \| \| \| \| \| \| \| \| \| \| \| \| \| \| \| \| \| \| \| \| \| \| \| \| \| \| \| \| 6. Simón Pinto de las Conchas \| \| \| \| \| \| \| \| \| \| \| \| \| \| \| \| \| \| \| \| \| \| \| \| \| \| \| \| \| \| \| \| \| \| \| \| \| \| \| \| \| \| \| \| \| \| \| \| \| \| \| \| \| \| 13. María de las Conchas \| \| \| \| \| \| \| \| \| \| \| \| \| \| \| \| \| \| \| \| \| \| \| \| \| \| \| \| \| \| \| \| \| \| \| \| \| \| \| \| \| \| \| \| \| \| \| \| \| \| \| \| \| \| 3. Juana Pinto González de los Ríos \| \| \| \| \| \| \| \| \| \| \| \| \| \| \| \| \| \| \| \| \| \| \| \| \| \| \| \| \| \| \| \| \| \| \| \| \| \| \| \| \| \| \| \| \| \| \| \| \| \| \| \| \| \| 14. Juan González de los Ríos Calderón \| \| \| \| \| \| \| \| \| \| \| \| \| \| \| \| \| \| \| \| \| \| \| \| \| \| \| \| \| \| \| \| \| \| \| \| \| \| \| \| \| \| \| \| \| \| \| \| \| \| \| \| \| \| 7. Antonia González de los Ríos \| \| \| \| \| \| \| \| \| \| \| \| \| \| \| \| \| \| \| \| \| \| \| \| \| \| \| \| \| \| \| \| \| \| \| \| \| \| \| \| \| \| \| \| \| \| \| \| \| \| \| \| \| \| 15. María de los Ríos \| \| \| \| \| \| \| \| \| \| \| \| \| \| \| \| \| \| \| \| \| \| \| \| \| \| \| \| \| \| \| \| \| \| \| \| \| \| \| \| \| \| \| \| \| \| \| \| \| \| \| \| |                                          |  |  |  |  |  |  |  |  |  |  |  |  |  |  |  |
| |                                          |  |  |  |  |  |  |  |  |  |  |  |  |  |  |  |
| | 8. Manuel de Tezanos Rubín               |  |  |  |  |  |  |  |  |  |  |  |  |  |  |  |
| |                                          |  |  |  |  |  |  |  |  |  |  |  |  |  |  |  |
| |                                          |  |  |  |  |  |  |  |  |  |  |  |  |  |  |  |
| | 4. Manuel de Tezanos Rubín Tezanos       |  |  |  |  |  |  |  |  |  |  |  |  |  |  |  |
| |                                          |  |  |  |  |  |  |  |  |  |  |  |  |  |  |  |
| |                                          |  |  |  |  |  |  |  |  |  |  |  |  |  |  |  |
| | 9. Manuela de Tezanos                    |  |  |  |  |  |  |  |  |  |  |  |  |  |  |  |
| |                                          |  |  |  |  |  |  |  |  |  |  |  |  |  |  |  |
| |                                          |  |  |  |  |  |  |  |  |  |  |  |  |  |  |  |
| | 2. Manuel de Tezanos Rubín y de los Ríos |  |  |  |  |  |  |  |  |  |  |  |  |  |  |  |
| |                                          |  |  |  |  |  |  |  |  |  |  |  |  |  |  |  |
| |                                          |  |  |  |  |  |  |  |  |  |  |  |  |  |  |  |
| | 10. Juan de los Ríos                     |  |  |  |  |  |  |  |  |  |  |  |  |  |  |  |
| |                                          |  |  |  |  |  |  |  |  |  |  |  |  |  |  |  |
| |                                          |  |  |  |  |  |  |  |  |  |  |  |  |  |  |  |
| | 5. Manuela de los Ríos Rebollo           |  |  |  |  |  |  |  |  |  |  |  |  |  |  |  |
| |                                          |  |  |  |  |  |  |  |  |  |  |  |  |  |  |  |
| |                                          |  |  |  |  |  |  |  |  |  |  |  |  |  |  |  |
| | 11. María Rebollo                        |  |  |  |  |  |  |  |  |  |  |  |  |  |  |  |
| |                                          |  |  |  |  |  |  |  |  |  |  |  |  |  |  |  |
| |                                          |  |  |  |  |  |  |  |  |  |  |  |  |  |  |  |
| | 1. Manuel Joaquín de Tezanos Pinto       |  |  |  |  |  |  |  |  |  |  |  |  |  |  |  |
| |                                          |  |  |  |  |  |  |  |  |  |  |  |  |  |  |  |
| |                                          |  |  |  |  |  |  |  |  |  |  |  |  |  |  |  |
| | 12. Juan Pinto                           |  |  |  |  |  |  |  |  |  |  |  |  |  |  |  |
| |                                          |  |  |  |  |  |  |  |  |  |  |  |  |  |  |  |
| |                                          |  |  |  |  |  |  |  |  |  |  |  |  |  |  |  |
| | 6. Simón Pinto de las Conchas            |  |  |  |  |  |  |  |  |  |  |  |  |  |  |  |
| |                                          |  |  |  |  |  |  |  |  |  |  |  |  |  |  |  |
| |                                          |  |  |  |  |  |  |  |  |  |  |  |  |  |  |  |
| | 13. María de las Conchas                 |  |  |  |  |  |  |  |  |  |  |  |  |  |  |  |
| |                                          |  |  |  |  |  |  |  |  |  |  |  |  |  |  |  |
| |                                          |  |  |  |  |  |  |  |  |  |  |  |  |  |  |  |
| | 3. Juana Pinto González de los Ríos      |  |  |  |  |  |  |  |  |  |  |  |  |  |  |  |
| |                                          |  |  |  |  |  |  |  |  |  |  |  |  |  |  |  |
| |                                          |  |  |  |  |  |  |  |  |  |  |  |  |  |  |  |
| | 14. Juan González de los Ríos Calderón   |  |  |  |  |  |  |  |  |  |  |  |  |  |  |  |
| |                                          |  |  |  |  |  |  |  |  |  |  |  |  |  |  |  |
| |                                          |  |  |  |  |  |  |  |  |  |  |  |  |  |  |  |
| | 7. Antonia González de los Ríos          |  |  |  |  |  |  |  |  |  |  |  |  |  |  |  |
| |                                          |  |  |  |  |  |  |  |  |  |  |  |  |  |  |  |
| |                                          |  |  |  |  |  |  |  |  |  |  |  |  |  |  |  |
| | 15. María de los Ríos                    |  |  |  |  |  |  |  |  |  |  |  |  |  |  |  |
| |                                          |  |  |  |  |  |  |  |  |  |  |  |  |  |  |  |
| |                                          |  |  |  |  |  |  |  |  |  |  |  |  |  |  |  |